# H album -H・A・N・D-
『H album -H・A・N・D-』（エイチ・アルバム ハンド）は、KinKi Kidsの8作目のオリジナル・アルバム。2005年11月16日発売。発売元はジャニーズ・エンタテイメント。

## 概要
アルバムとしてもベストアルバム第2弾『KinKi Single Selection II』以来1年ぶり、オリジナルとしては『G album -24/7-』以来2年ぶりになるグループ8枚目となるオリジナルアルバム。前作に続きサブタイトルが付いている。
本作のサブタイトル“H・A・N・D”にはいくつかの意味があり、これは歌詞カードにも英和辞典の解説風に掲載されている。“H・A・N・D”は文字通り「手」を表す「HAND」の意味と、“Heart & Harmony & Happiness & Honey & Honey & Hope and more...”などの意味を持たせた「H and...」というメッセージである。日本語に訳すと“心と調和と幸せと愛しい人と希望と…”といった内容である。更に“H・A・N・D”は-Have A Nice Day-の略であり、この言葉には「久しぶり!」と「素敵な1日を!」という2つのメッセージが込められている。
本作でも従来どおり2人のソロ曲を収録しているが、どちらも提供曲である。2人の共作による「恋涙」は収録されているが、それまであった自作曲が収録されていない。また、本作はオリジナル・アルバムとしては初めてインスト曲が収録されている。
初回盤は2人へのインタビュー、収録曲『99%LIBERTY』のPVのほか、PV撮影のメイキング映像などが収録されたDVDを付属。通常盤はジャケット違い、更にボーナストラックを追加収録している。アルバムにDVDが付属されるのは初めてであり、収録曲の相違も初の試みである。

## チャート成績
2005年11月28日付のオリコン週間ランキングで初週24.6万枚を売り上げて、初登場1位を獲得した。自身のアルバム首位獲得は、ベスト盤を含め通算9作目であり、これまで同じ8作で並んでいたSMAP、V6を抜いて、アルバム首位獲得数の男性アイドル部門で歴代トップとなった。

## 収録曲

### Disc 1 / CD
※シングル曲の解説は各シングルのページを参照。
1. Arabesque 〜千夜一夜の夢〜
歌い出しが英語詞で始める点は、前作『G album - 24/7 -』の1曲目「Bonnie Butterfly」と同様である。
2. Anniversary
20thシングル。
3. 恋涙 (れんるい)
剛の女性目線で書かれた歌詞と、光一の作曲による2人の共作。女性目線の歌詞、2人の共作など『愛のかたまり』から繋がる点である。
タイトルは「恋した時に流れる涙」という意味である。
後に自身の2007年のベスト・アルバム『39』にも収録されており、発売時にはファン投票で5位にランクインした。また、2014年のアルバム『M album』にもセルフカバー・バージョンとして収録されている。
4. 【AOZORA】
ストリングスの演奏をバックにした楽曲。
5. キミハカルマ
伝説や運命的な恋愛をテーマにした歌詞の楽曲。
自身の2007年のベスト・アルバム『39』発売時のファン投票で38位にランクインした。
6. Love Me More - 堂本光一
近年の光一への提供曲に目立つ、英語詞の多いナンバー。作詞・編曲は光一のソロデビュー曲『Deep in your heart』と同じ組み合わせである。
7. Breath - 堂本剛
河口恭吾からの提供曲。
8. WATER SCREEN -theme of H-（inst.）
自身の2000年のベスト・アルバム『KinKi Single Selection』の収録曲『Theme of KinKi Kids '00』以来のインスト曲。
9. ビロードの闇
21stシングル。
10. ダイヤモンド・ストーリー
作詞はGOING UNDER GROUNDの松本素生が担当。
11. 駅までは同じ帰り道
まだ恋人とも呼べない男女の純愛を描いたストーリー。片想いの男性目線での世界で描かれている。
12. 未完のラブ・ソング
ロック・オペラ風楽曲。
13. 99%LIBERTY
今作のリードトラック。
もともとはシングル候補でもあった楽曲（「ビロードの闇」の記事を参照）。
後に自身の2007年のベスト・アルバム『39』にも収録されており、発売時のファン投票で16位にランクインした。
PVが制作され、メイキング映像と共に初回盤の付属DVDに収録されている。

Bonus Track.
1. In My Heart
  - 通常盤のみ収録。

後に自身の2007年のベスト・アルバム『39』にも収録されている。

### Disc 2 / DVD
1. 99%LIBERTY PV & MAKING
2. INTERVIEW
メンバー2人によるスペシャルインタビューを収録。
3. WATER SCREEN 2005.06.13＠KAIGAKAN
自身の21stシングル『ビロードの闇』の発売記念として行われた聖徳記念絵画館でのスペシャルイベントの映像を収録。

出版者　6：REACTIVE SONGS INTERNATIONAL AB、ブライト・ノート・ミュージック&BMG RIGHTS MANAGEMENT (SCANDINAVIA) AB（サブ出版者：日音 Synch事業部、ブライト・ノート・ミュージック&フジパシフィックミュージック BMG事業部）、その他楽曲：ブライト・ノート・ミュージック

## 収録内容

### Disc 1 / CD
| #         | タイトル                                       | 作詞             | 作曲                        | 編曲                                    | 時間  |
| --------- | ---------------------------------------------- | ---------------- | --------------------------- | --------------------------------------- | ----- |
| 1.        | 「Arabesque 〜千夜一夜の夢〜」                 | 井手コウジ       | 井手コウジ                  | 鈴木雅也                                | 4:51  |
| 2.        | 「Anniversary」                                | Satomi           | 織田哲郎                    | 家原正樹                                | 5:09  |
| 3.        | 「恋涙 (れんるい)」                            | 堂本剛           | 堂本光一                    | 石塚知生                                | 4:34  |
| 4.        | 「【AOZORA】」                                 | 高須光聖         | 大智、宮崎誠                | 佐藤泰将                                | 5:14  |
| 5.        | 「キミハカルマ」                               | 前田たかひろ     | 大智                        | 家原正樹 / コーラスアレンジ: 小田原友洋 | 4:19  |
| 6.        | 「Love Me More」(歌: 堂本光一)                 | 白井裕紀、新美香 | Marcus Dernulf、Marit Woody | ha-j                                    | 3:09  |
| 7.        | 「Breath」(歌: 堂本剛)                         | 河口恭吾         | 河口恭吾                    | 武藤良明                                | 3:54  |
| 8.        | 「WATER SCREEN -theme of H-」(inst.)           | -                | 十川知司                    | 十川知司                                | 2:33  |
| 9.        | 「ビロードの闇」                               | Satomi           | 林田健司                    | CHOKKAKU                                | 4:23  |
| 10.       | 「ダイヤモンド・ストーリー」                   | 松本素生         | 飯岡隆志                    | CHOKKAKU                                | 4:19  |
| 11.       | 「駅までは同じ帰り道」                         | 久保田洋司       | 飯田建彦                    | 長岡成貢 / コーラスアレンジ: 松下誠     | 4:13  |
| 12.       | 「未完のラブ・ソング」                         | Gajin            | Gajin                       | Gajin                                   | 4:21  |
| 13.       | 「99%LIBERTY」                                 | 前田たかひろ     | 織田哲郎                    | 家原正樹 / ブラスアレンジ: 下神竜哉     | 4:51  |
| 14.       | 「In My Heart」(Bonus Track. / 通常盤のみ収録) | オオヤギヒロオ   | オオヤギヒロオ              | 石塚知生 / ブラスアレンジ: 岩田雅之     | 5:09  |
| 合計時間: | 合計時間:                                      | 合計時間:        | 合計時間:                   | 合計時間:                               | 60:59 |

### Disc 2 / DVD (初回限定盤のみ)
| #  | タイトル                              | 作詞 | 作曲・編曲 |
| -- | ------------------------------------- | ---- | ---------- |
| 1. | 「99%LIBERTY PV & MAKING」            |      |            |
| 2. | 「INTERVIEW」                         |      |            |
| 3. | 「WATER SCREEN 2005.06.13＠KAIGAKAN」 |      |            |

## 参加ミュージシャン
- KinKi Kids
  - 堂本光一:Vocal (#1〜6,9〜14)、Chorus (#1〜6,9,10,13)
  - 堂本剛:Vocal (#1〜5,7,9〜14)、Chorus (#1,7,10)
- Arabesque 〜千夜一夜の夢〜
  - 鈴木雅也:Programming & Keyboards
  - 久米康隆:Guitar
  - Ko-saku:Chorus
- Anniversary
  - 家原正樹:Programming, Keyboards & Guitar
  - 沖洋子 & 四家卯大グループ:Strings
- 恋涙
  - 石塚知生:Programming & Keyboards
  - 林部直樹:Guitar
  - 山口寛雄:Bass
  - Ko-saku:Chorus
- 【AOZORA】
  - 佐藤泰将:Programming & Keyborads
  - 梶原順:Guitar
  - 加勢達:Bass
  - 渡嘉敷祐一:Drums
  - 中西康晴:Acoustic Piano
  - 平原まこと:Saxphone
  - 藤田乙比古:Horn
  - 萩原顕彰:Horn
  - 加藤ジョーGroup:Strings
- キミハカルマ
  - 家原正樹:Programming, Keyboards & Guitar
  - 小田原友洋:Chorus
  - 浦嶋りんこ:Chorus
- Love Me More
  - ha-j:All Instrumental
  - 亜美:Chorus
- Breath
  - 武藤良明:Programming, Guitar, Bass & Keyboards
- WATER SCREEN -theme of H-
  - 十川知司:Programming, Keyboards & Acoustic Piano
  - 知野芳彦:Guitar
  - 後藤勇一郎ストリングス:Strings
- ビロードの闇
  - CHOKKAKU:Programming, Keyboards & Guitar
  - 種子田健:Bass
  - 佐藤芳明:Accordion
  - RUSH by 加藤高志:Strings
  - Ko-saku:Chorus
- ダイヤモンド・ストーリー
  - CHOKKAKU:Programming, Keyboards & Guitar
  - 種子田健:Bass
  - そうる透:Drums
  - Ko-saku:Chorus
- 駅までは同じ帰り道
  - 長岡成貢:Programming & Keyboards
  - Adrian Bergerac:Guitar
  - Carios Martino:Drums
  - 宮崎隆睦:Saxphone
  - 松下誠:Chorus
  - 笠松美樹:Chorus
- 未完のラブ・ソング
  - Gajin:Programming, Keyboards, Acoustic Piano & Chorus
  - 鈴木英俊:Guitar
  - 白船睦洋:Bass
  - 山下政人:Drums & Percussion
- 99%LIBERTY
  - 家原正樹:Programming, Keyboards & Guitar
  - 美久月千晴:Bass
  - 大久保政夫:Drums
  - 下神竜哉:Trumpet
  - 斎藤幹雄:Trumpet
  - 竹野昌邦:Saxphone
  - Ko-saku:Chorus
- In My Heart
  - 石塚知生:Programming & Keyboards
  - 林部直樹:Guitar
  - 工藤毅:Bass
  - 鎌田清:Drums
  - 岩田雅之:Chorus

## 映像作品
- 恋涙
  - 39（初回限定盤）
  - Ø（初回限定盤）
  - KinKi Kids 2010-2011 〜君も堂本FAMILY〜
  - KinKi Kids Concert 「Memories & Moments」
  - KinKi Kids Concert Tour 2019-2020 ThanKs 2 YOU
  - KinKi Kids Concert 2022-2023 24451〜The Story of Us〜（初回限定盤）
  - P album（初回盤A）
  - 39 Very much
- 【AOZORA】
  - KinKi Kids Concert -Thank you for 15years- 2012-2013
- Love Me More
  - KOICHI DOMOTO CONCERT TOUR 2006 mirror 〜The Music Mirrors My Feeling〜
- 99%LIBERTY
  - Ø（初回限定盤）
  - We are Øn' 39!! and U? KinKi Kids Live in DOME 07-08
  - KinKi you DVD
  - KinKi Kids 2010-2011 〜君も堂本FAMILY〜
  - King・KinKi Kids 2011-2012
  - KinKi Kids Concert -Thank you for 15years- 2012-2013
  - KinKi Kids Concert 2013-2014「L」
  - KinKi Kids Concert 「Memories & Moments」
  - 2015-2016 Concert KinKi Kids
  - KinKi Kids Concert 2023-2024 〜Promise Place〜
- In My Heart
  - 39 Very much